# Sei Muroya
 (août 2025).
Sei Muroya (室屋 成, Muroya Sei), né le 5 avril 1994, est un footballeur international japonais. Il évolue au poste de latéral droit au Hanovre 96, en Allemagne.

## Biographie

### En club
Lors de l'été 2020, Sei Muroya rejoint l'Allemagne et s'engage avec Hanovre 96, qui évolue alors en deuxième division allemande.

### En équipe nationale
Avec l'équipe du Japon des moins de 17 ans, il dispute la Coupe du monde des moins de 17 ans 2011 organisée au Brésil. Lors du mondial junior, il joue quatre matchs. Il délivre deux passes décisives, contre la Jamaïque lors du premier tour, puis contre la Nouvelle-Zélande en huitièmes. Le Japon est éliminé en quart de finale par le Brésil.
Il participe ensuite aux Jeux asiatiques de 2014, puis championnat d'Asie des moins de 23 ans en 2016. Le Japon remporte le championnat des moins de 23 ans en battant la Corée du Sud en finale.
Cette performance lui permet de participer aux Jeux olympiques d'été de 2016 organisés au Brésil. Lors du tournoi olympique, il joue trois matchs : contre le Nigeria, la Colombie, et la Suède.
Sei Muroya honore sa première sélection en équipe du Japon le 9 décembre 2017, contre la Corée du Nord, lors de la Coupe d'Asie de l'Est 2017 (victoire 1-0). Le Japon se classe deuxième de cette compétition.

## Palmarès
- Vainqueur du championnat d'Asie des moins de 23 ans en 2016 avec l'équipe du Japon